# Alpinum

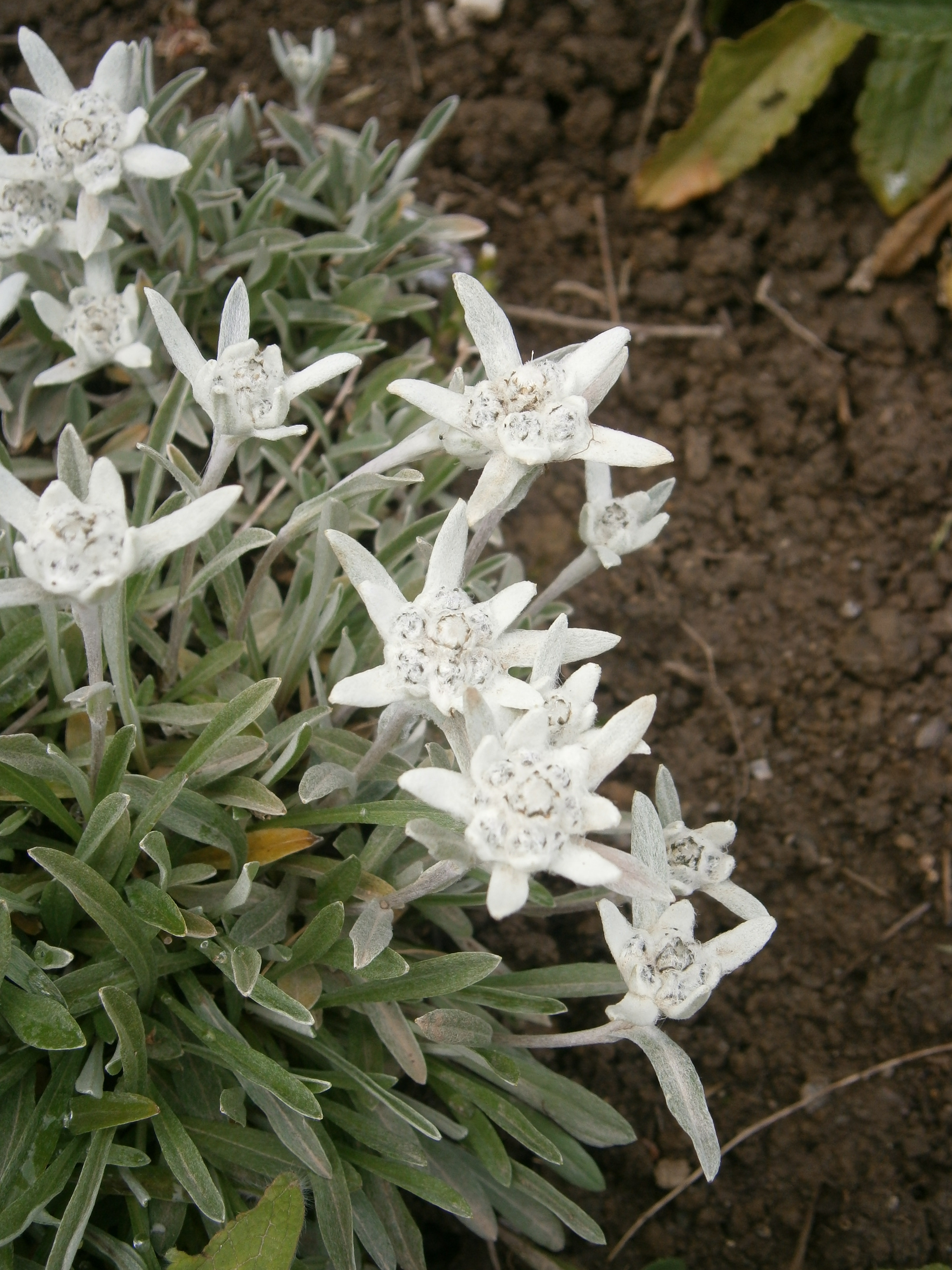
Edelweiss de Sibérie au jardin botanique du col du Lautaret (France)

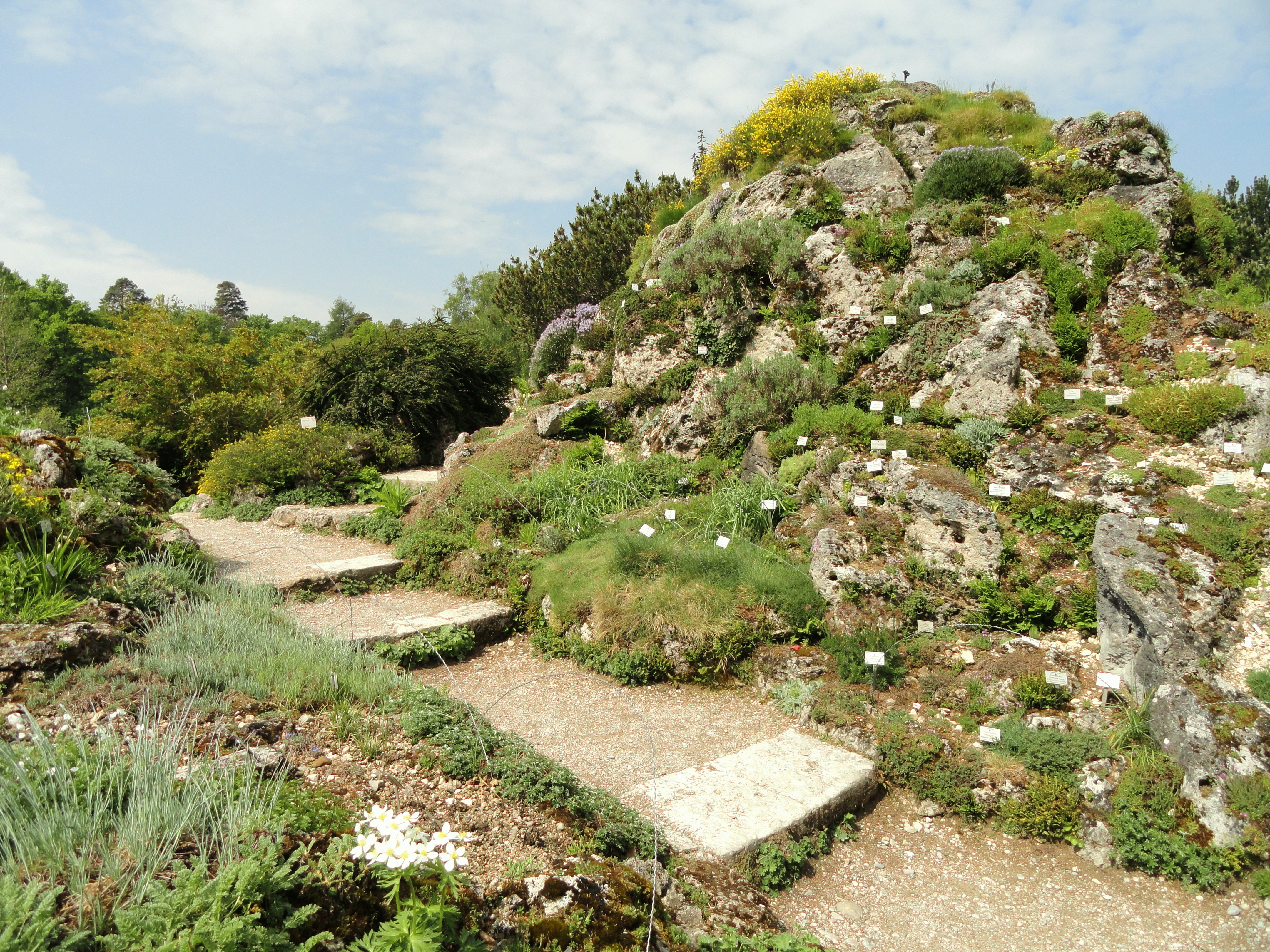
Jardin alpin du jardin botanique de Munich (Allemagne)

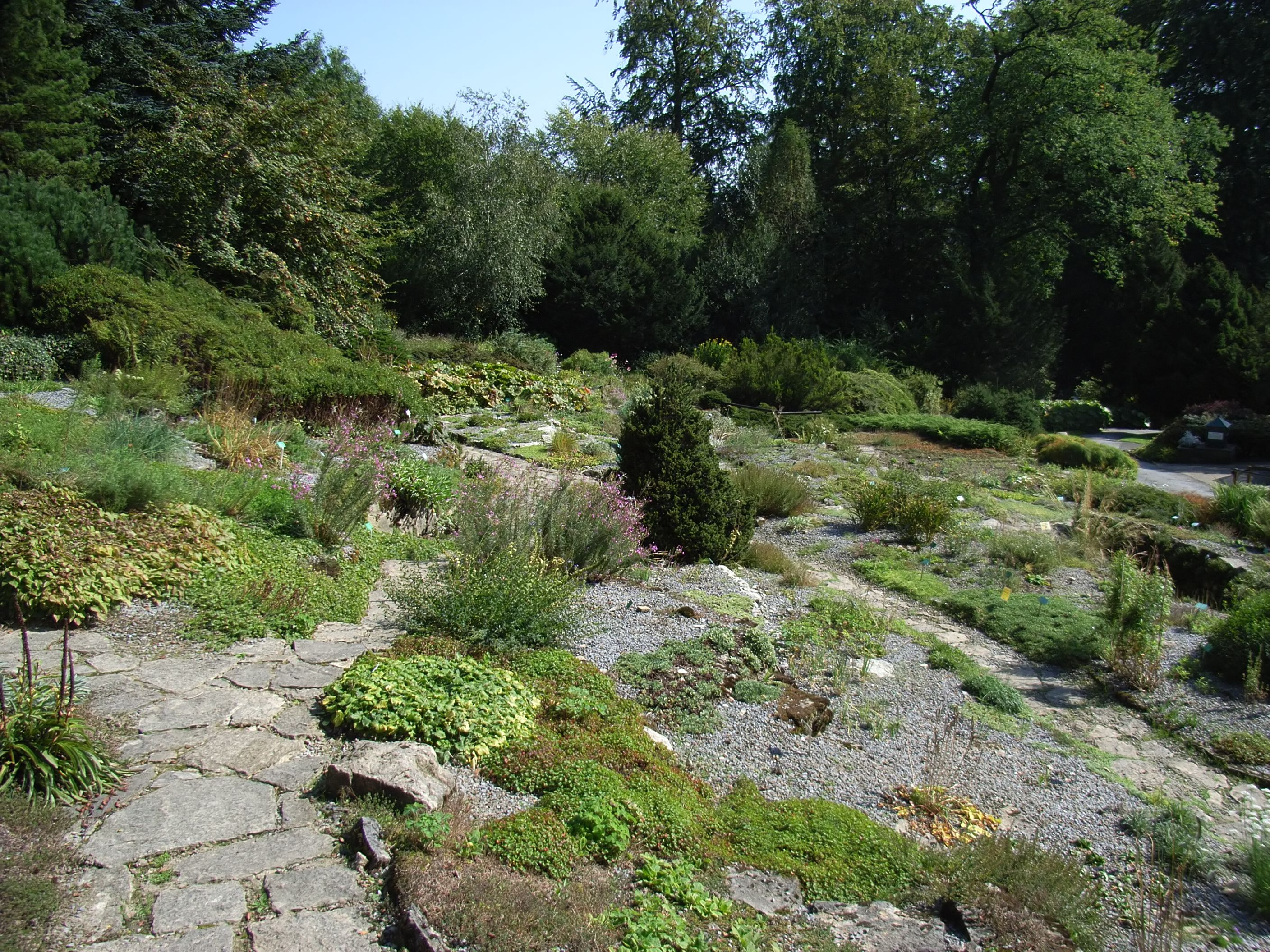
Jardin alpin de Bielefeld (Allemagne)

Pour les articles homonymes, voir Alpinus, Alpinum.
L'alpinum, ou jardin alpin, est un jardin botanique spécialisé dans la collection et la culture des espèces végétales poussant naturellement à de hautes altitudes à travers le monde (Caucase, Pyrénées, Rocheuses, Alpes et jusqu’à l’Himalaya).
Ces espèces poussent dans des conditions naturelles sévères, vents violents, températures extrêmes, cycle de végétation très court, forte insolation riche notamment en ultraviolet, humidité et nébulosité importante, période de neige relativement longue.
Il se peut, comme au jardin des plantes de Paris, siège du Muséum national d'histoire naturelle, que l'alpinum soit une partie d'un jardin botanique plus grand.
Il se peut également, comme dans le cas de l'agglomération du grand Nancy, que le jardin botanique soit proche d’une grande ville et possède à la fois un alpinum et un jardin d'altitude présentant l'avantage de montrer à la fois les espèces végétales dans un jardin et dans leurs milieux naturels d'altitude.
Autre cas : l'alpinum en haute montagne c'est alors un jardin botanique spécialisé, il en existe une dizaine dans les Alpes françaises, tels le jardin botanique alpin La Jaÿsinia en Haute-Savoie ou le jardin botanique alpin du Lautaret dans les Hautes-Alpes.
Généralement, ce type de jardin possède la caractéristique de n’être ouvert qu’une petite partie de l’année. La saison de fermeture allant avec la mauvaise saison et donc l’enneigement.

## Une collection de plantes et de roches
Plus qu'une collection de plantes cela peut être aussi une très jolie collection de roches locales car en haute montagne les plantes sont souvent accrochées à la roche mère nourricière de nature fort différente.

## Missions

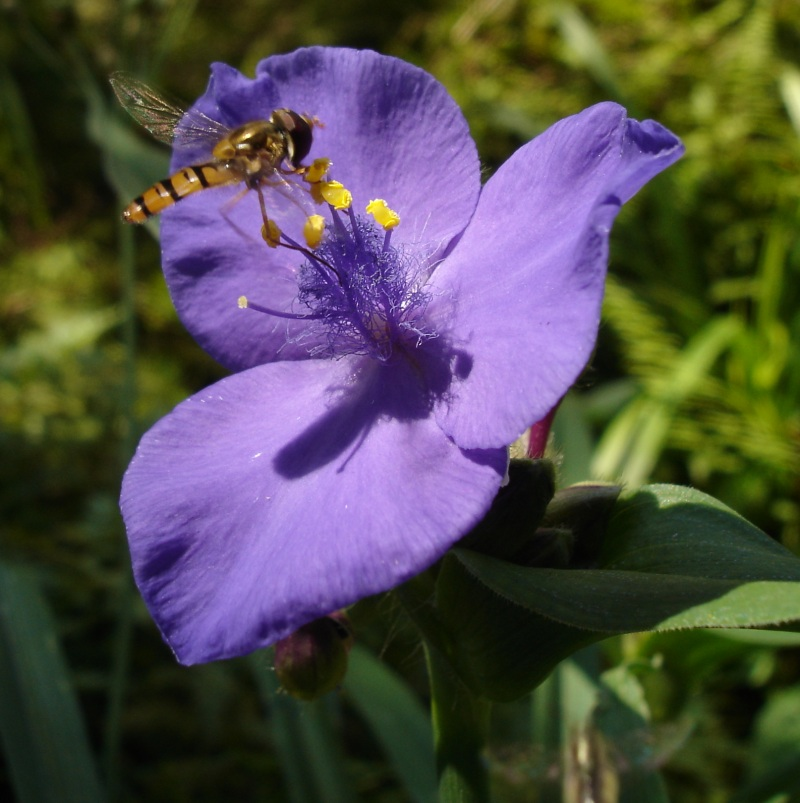
Fleur de Tradescantia au jardin alpin du jardin des plantes de Paris (avec un syrphe pollinisateur).

Elles sont globalement les mêmes que celles d’un jardin botanique classique mais adaptées à leur thématique :
- des missions récréatives pour l’accueil touristique ;
- des missions d'étude et de conservation de la flore alpine avec l'expertise botanique et la conservation d'espèces rares des hautes montagnes ;
- des missions pédagogiques et éducatives à travers une sensibilisation du grand public à la biodiversité des flores d'altitude ;
- des missions scientifiques.

La première édition du Congrès international des jardins alpins et arctiques (International Congress of Mountain and Arctic Botanical Gardens) a été organisée en 2006 au jardin botanique du col du Lautaret (Villar-d'Arêne), la seconde édition ayant eu lieu en avril 2009 à Munich et la troisième en septembre 2012 au Giardino Botanico Alpino Viote à Trente dans les Alpes italiennes.

## Organisation des collections
La présentation des collections des plantes alpines se fait généralement sous forme de rocailles artificielles répondant aux besoins de présentation et d’intégration aux paysages souvent grandioses.